# Miss Bonaire
A Miss Bonaire egy szépségverseny Bonaire-en. Az első verseny 1967-ben volt, de más hasonló versenyektől eltérően 2010-ig mindössze tízszer rendezték meg. A verseny győztese a Miss World vagy a Miss Universe versenyen vett részt.
A rendezvény jelenlegi főszervezője Julina Felina, aki maga is Miss Bonaire volt 1999-ben. Az alábbi táblázat a Miss Bonaire versenyek győzteseit mutatja, valamint azt, hogy milyen nemzetközi versenyeken vettek részt, és milyen eredményt értek el.
| Év   | Győztes            | Verseny                            | Eredmény |
| ---- | ------------------ | ---------------------------------- | -------- |
| 1967 | Cristina Landwier  |                                    |          |
| 1968 | Ilse-Maria de Jong |                                    |          |
| 1969 | Julia Nicolaas     |                                    |          |
| 1978 | Corinne Hernandez  |                                    |          |
| 1995 | Donna Landwier     |                                    |          |
| 1996 | Jessy Viceisza     |                                    |          |
| 1997 | Jhane Landwier     | Miss World 1996 Miss Universe 1997 |          |
| 1998 | Uzmin Everts       | Miss Universe 1998                 |          |
| 1999 | Julina Felida      |                                    |          |
| 2010 | Benazir Charles    | Miss Universe 2011                 |          |

## Versenyzők
- 2010-ben hatan jutottak be a döntőbe, amit szeptember 4-én tartottak meg: Loresca Anthony, Benazir Charles, Ana Marciel, Angelica Martinez, Angelica Rodriguez és Sharitée Rosalia. Benazir Charles mögött a második helyezett Sharitée Rosalia lett.[3] Több különdíjat is kiosztottak, a Miss Bonaire Beach Beauty és a Miss Eden Beach díjat Sharitée Rosalia, a Miss Runway Bonaire díjat Benazir Charles nyerte el. Az előzetes információkkal ellentétben a győztes nem vett részt a Miss World 2010 versenyen.